# Snake oil

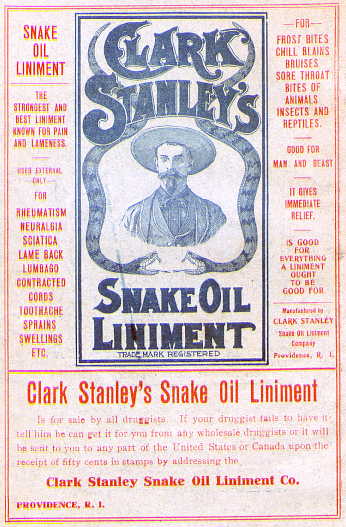
Reklam för Clark Stanleys liniment med ormolja.

Snake oil (svenska: "ormolja") är en engelskspråkig benämning på undergörande medicin. Begreppet används som en idiomatisk metafor för överdriven och bedräglig marknadsföring som påstår sig komma med en revolutionerande lösning på ett problem. Fenomenet är särskilt vanligt inom områden där man vetenskapligt inte enkelt kan vederlägga påståenden, som antirynkmedel, ljudförbättrande manicker och hälsokurer.
Olja från en kinesisk vattenlevande orm, som innehåller  höga halter av omega-3-fettsyror, användes mot ledsmärtor av kinesiska rallare i USA på 1800-talet. Sporrad av idén började amerikanen Clark Stanley att tillverka och sälja ett liniment som han påstod innehöll olja från skallerormar. Påståendet var emellertid falskt och Snake oil blev snabbt ett uttryck för falsk marknadsföring.